# Centrale nucléaire de Loviisa
La centrale nucléaire de Loviisa (en finnois : Loviisan ydinvoimalaitos) se situe sur une presqu'île de la côte sud-est de la Finlande dans la région d'Uusimaa, à 80 km à l'est d'Helsinki et à 80 km à l'ouest de la frontière russe. La ville de Loviisa est localisée au fond d'une baie, à 12 km au nord de la centrale.
La centrale est équipée de deux réacteurs nucléaires à eau pressurisée basés sur le modèle soviétique VVER-440/213 entrés en exploitation commerciale en 1977 et 1981. Ces réacteurs sont les premiers en Europe à avoir obtenu leur licence d'exploitation jusqu'à 70 ans (2050).

## Présentation
Elle est équipée de deux réacteurs nucléaires à eau pressurisée basés sur le modèle soviétique VVER-440/213, qui ont  été adaptés aux normes de sûreté occidentales dès leur conception. Les cœurs des réacteurs ont été fabriqués à l'usine d'Izhora (Saint-Pétersbourg) du groupe OMZ, les turbines ont été fabriquées à l' usine Turboatom de Kharkiv (Ukraine). La station est équipée de systèmes de sécurité et de contrôle de fabrication occidentale, notamment une enceinte de confinement conçue par Westinghouse. La partie construction a été réalisée par des entreprises finlandaises.
Elle est exploitée par l'entreprise Fortum Oyj, à qui la propriété a été transférée après la fusion d' Imatran Voima (IVO) et Neste en 1998.
Les réacteurs de la centrale nucléaire de Loviisa sont entrés en exploitation commerciale en 1977 et 1981. En mars 1977, c'est le chef du gouvernement soviétique, M. Alexis Kossyguine, qui a inauguré en grande pompe la première tranche.
Pour se conformer à la réglementation nucléaire finlandaise, les sociétés occidentales Westinghouse et Siemens ont fourni des équipements et une expertise en ingénierie. Ce mélange peu orthodoxe d'entreprises occidentales et soviétiques a conduit les développeurs du projet à recevoir le surnom de "Eastinghouse". L'usine est exploitée par l'entreprise énergétique finlandaise Fortum Oyj .
De 1977 à 1997, les assemblages de combustible nucléaire ont été exclusivement fournis par le fabricant russe TVEL (ex Technopromexport puis Techsnabexport). En 1998, le fournisseur britannique British Nuclear Fuels Limited (BNFL) est autorisé à produire du combustible pour Loviisa. BNFL fournit alors 5 recharges d'assemblages de combustible de 2001 à 2005.
En 2005, le consortium franco-allemand AREVA-Siemens entreprend la modernisation de l'automatisation de la centrale nucléaire de Loviisa. Le système de contrôle du réacteur et l'automatisation des systèmes auxiliaires ont été achevés en 2008 pour le réacteur n°1 et 2009 pour le n°2.
En 2014,l'exploitant Fortum abandonne AREVA-Siemens et c'est l'entreprise britannique Rolls-Royce qui reprend la modernisation des systèmes liés à la sécurité pour les deux unités. Le projet aurait été achevé en 2018. et depuis lors, les unités 1 et 2 fonctionneraient à une puissance nominale de 507 MW.
La licence d'exploitation des deux unités a été renouvelée pour une durée de vie de 50 ans, Loviisa-1 jusqu'en 2027 et Loviisa-2 jusqu'en 2030. Depuis 2018, l'exploitant Fortum envisagerait de demander une nouvelle prolongation de durée de vie de 20 ans jusqu'en 2050. En février 2023, le gouvernement finlandais accorde une extension de la licence d'exploitation des deux réacteurs jusqu'à la fin de 2050, ainsi qu'une licence jusqu'à 2055 pour les préparatifs du déclassement et une licence pour l'utilisation des bâtiments nécessaires pour les opérations de gestion du combustible jusqu'à 2090.
Environ 500 employés de Fortum travaillent à la centrale électrique de Loviisa, et près d'une centaine d'employés d'entreprises sous-traitantes. Lors de l'entretien annuel, le nombre d'employés augmente de plusieurs centaines. En 2019, la centrale électrique a produit un total de 8,2 térawattheures, ce qui correspond à environ 10 % de la production d'électricité de la Finlande. Le facteur d'utilisation de la centrale de Loviisa de 92,4 % était alors, à l'échelle internationale, le meilleur des réacteurs à eau pressurisée au monde. L'entretien annuel de la première unité prenait environ 20 jours et celui de la seconde 25 jours.
| Tranche   | Opérateur, Type                      | Puissance nette | Début construction | Connexion au réseau | Production commerciale | Autorisation de fonctionnement |
| Loviisa-1 | Atomenergoeksport, VVER-440/213, PWR | 507 MW          | 1 mai 1971         | 8 février 1977      | 9 mai 1977             | 2027                           |
| Loviisa-2 | Atomenergoeksport, VVER-440/213, PWR | 507 MW          | 1 août 1972        | 4 novembre 1980     | 5 janvier 1981         | 2030,                          |

## Incidents
En février 1993, le réacteur Loviisa-2 a subi un incident de niveau 2 sur l'échelle INES : une rupture de conduite d'alimentation en eau s'est produite pendant la mise en marche d'une pompe. Quelques mètres cubes d'eau non radioactive se sont répandus sur le sol de la salle des machines. Le réacteur a alors été mis en arrêt à froid.
Cette centrale a ensuite fait l'objet d'une étude visant à instaurer une stratégie de récupération du corium en cas d'accident majeur.

## Projet d'extension
L’électricien finlandais Fortum a présenté le 3 avril 2008 au ministère de l’économie l’étude d’impact sur l’environnement relative à la construction d’une troisième tranche sur le site de Loviisa. Le village de Valko à Loviisa craint qu’une nouvelle centrale nucléaire paralyse la région. En mars 2010, des activistes de Greenpeace ont protesté contre l'expansion du site en raison des risques environnementaux et sanitaires qui sont, selon eux, trop élevés pour justifier toute nouvelle construction sur le site.

## Stockage des déchets nucléaires
Le centre de stockage de déchets nucléaires de Loviisa se trouve sur l'île de Hästholmen. Dans ce centre sont stockés des déchets radioactifs provenant de l'exploitation de la centrale de Loviisa[réf. nécessaire].
Jusqu’en 1996, le combustible usé provenant de la centrale nucléaire de Loviisa était transporté en vue de son retraitement en Union soviétique, puis en Russie. Mais en 1994, le parlement finlandais décida d’interdire l’importation et l’exportation de déchets radioactifs et leur retraitement à l’étranger. En 2000, le Conseil d'État finlandais rend une décision de principe positive pour que la société Posiva Oy construise un dépôt de combustible nucléaire usé nommé Onkalo à Olkiluoto.